# Мала хидроелектрана Овчар Бања
Мала хидроелектрана Овчар Бања је проточна хидроелектрана у Србији. Налази се на Западној Морави на улазу у Овчарско-кабларску клисуру код места Овчар Бања. Снага електране је 8,8 MW. Ова електрана и оближња мала хидроелектрана Међувршје послују у оквиру предузећа Дримско-лимске хидроелектране које је у саставу Електропривреде Србије.

## Карактеристике
Брана и машинска сала ове хидроелектране су одвојене. Брана хидроелектране Овчар Бања је гравитациона, а максимална висина воденог пада је око 20 метара. Вода се до машинске хале доводи кроз цеви дужине око 400 m и пречника 5 m, која се касније рачва на две цеви пречника 3 и 2 m. Обе турбине су Каплановог типа. Машинска сала и разводно постројење су комплетно саграђени у планини Каблар, због безбедносно-политичких разлога.
Електрану чине два генератора привидних снага 3,2 и 5,6 MVA.

## Историја
Планови за почетак градње почели су да се праве почетком 20. века, када су извршена геодетска мерења, али су изградњу електране одложили Балкански и Први светски рат. Велика финансијска криза између два светска рата је такође одложила почетак изградње хидроелектране. Изградња хидроелектране је коначно почела 1946. године у оквиру првог петогодишњег плана. Планирано је да се опрема за изградњу хидроелектране купи у Чехословачкој, али је сукоб са Совјетским Савезом и земљама Источног блока приморао Југославију да се ослони на сопствене снаге. Турбину је изградио Литострој из Љубљане, док је електричне компоненте израдио предузеће Раде Кончар из Загреба. Прва синхронизација генератора са мрежом извршена је 1. јануара 1954. године. Инсталисана снага је износила 5,8 MW.
У првој деценији 21. века трансформатори су замењени новим Минеловим трансформаторима. Ревитализација електране је завршена августа 2009. године, којом је повећана снага за око 20%. Генератор је направио АТБ Север Суботица, турбину француска фирма Андино, док је систем управљања урадио институт Михајло Пупин.